# Nigel Planer
Nigel George Planer (City of Westminster, 22 februari 1953) is een Engels acteur.

## Levensloop
Planer was in 1980 voor het eerst op de Britse televisie te zien in een aflevering van de comedyserie How's Your Father?. Hij was vanaf 1979 betrokken als schrijver bij de comedyserie Not the Nine O'Clock News. Planer heeft een broer, Roger Planer, die ook meeschreef aan enkele Britse series.
Planer werd bekend met de rol van hippie Neil in de comedyserie The Young Ones, opgenomen in 1982 en 1984. Na deze serie speelde hij in enkele films en gastrollen in andere series. In 1987 werd hij herenigd met Rik Mayall en Adrian Edmondson door mee te spelen in de comedyserie Filthy Rich & Catflap.
Na optredens in films en op televisie, waaronder de series Blackadder the Third (1987), French and Saunders (1990) en Jonathan Creek (1997) verscheen hij eind jaren 90 in een serie die ook in Nederland werd uitgezonden: The Grimleys. Tot 2001 werden er 22 afleveringen gemaakt.
Ook maakte hij tussen 1983 en 2005 25 gastoptredens in de comedyserie The Comic Strip Presents....
Tussen mei 2002 en april 2004 was Planer te zien in de goedlopende Queen-musical We Will Rock You. Hij speelde in meer musicals en had er in 2005 zelf ook één: On The Ceiling. Ook speelde hij mee in de Londense productie van Chicago.
In juli 2006 werd bekend dat hij de rol van de tovenaar zou spelen in Wicked the Musical in het Londense West End. In 2018 speelden Planer en Adrian Edmondson in het door henzelf geschreven stuk Vulcan 7, dat op tournee door het Verenigd Koninkrijk ging.

## Privé
Tussen 1989 en 1994 was hij getrouwd met Anna Lea, met wie hij één kind kreeg. Tussen april 2000 en 2003 was hij getrouwd met Frankie Park, met wie hij ook een kind kreeg. Hij trouwde in 2013 met Roberta Green.

## Filmografie
- The Comic Strip (1981, televisiefilm)
- Shine On Harvey Moon (1982, televisieserie)
- Yellowbeard (1983)
- Brazil (1985)
- Roll Over Beethoven (1985-1986, televisieserie)
- The Supergrass (1985)
- Comic Relief (1986, goed doel)
- King & Castle (1986, televisieserie)
- Eat the Rich (1987)
- Number 27 (1988)
- Blackeyes (1989, mini-serie)
- The Magic Roundabout (1990, tekenfilmserie)
- Frankenstein's Baby (1990)
- Nicholas Craig, The Naked Actor (1990-1992, televisieserie)
- The Trials Of Oz (1991, televisiefilm)
- Carry On Columbus (1992)
- Bonjour La Classe (1993, televisieserie)
- Wake Up With Libby And Jonathan (1994, televisiefilm)
- The Marriage Of Figaro (1995, mini-serie)
- Clockwork Mice (1995)
- Discworld II: Missing Presumed...!? (1996, videogame)
- Romuald The Reindeer (1996, korte tekenfilm)
- The Wind In The Willows (1996)
- Cuts (1996, televisiefilm)
- The Grimleys (1997, televisiefilm)
- Diana & Me (1997, televisiefilm)
- The Land Girls (1998)
- You Are Here (1998, televisiefilm)
- Discworld Noir (1999, videogame)
- The Nearly Complete And Utter History Of Everything (1999, televisiefilm)
- Grizzly Tales For Gruesome Kids (2000-heden, tekenfilmserie)
- Bright Young Things (2003)
- Hogfather (2006, televisiefilm)
- Virgin Territory (2006, televisiefilm)
- Flood (2007)

## Tv-optredens
- How's Your Father? (1980)
- The Young Ones (1982-1984)
- The Comic Strip Presents... (gastoptredens 1983-2005)
- The Lenny Henry Show (1984)
- Happy Families (1985)
- Blackadder the Third (1987)
- Filthy Rich & Catflap (1987)
- French and Saunders (1990)
- The Memoirs Of Sherlock Holmes (1994)
- Jonathan Creek (1997)
- Paul Merton In Galton And Simpson's... (1997)
- The Bill (1999)
- The Grimleys (1999)
- Baddiel's Syndrome (2001)
- The Last Detective (2005)
- Mayo (2006)
- Grantchester (2016)
- Marcella (2018)